# Directives concernant le rapprochement des législations des États membres relatives aux machines
 (décembre 2014).
Lire en ligne

eur-lex.europa.eu

Les Directives concernant le rapprochement des législations des États membres relatives aux machines, souvent appelées simplement directives machine, visent à assurer la sécurité des personnes sur le lieu de travail et à réduire les risques. Pour ce faire deux types de directives existent :
- les directives relatives à la mise sur le marché des produits ; la directive machines 2006/42/CE fait partie de ces directives ;
- les directives sociales qui sont relatives à l'utilisation des machines et équipements de travail dans le cas de l'application de la directive machines sur un territoire de l'Union européenne.

L'objet des directives relatives à la mise sur le marché des produits est d'assurer la libre circulation des produits sur l'espace européen. Ces directives fixent des exigences essentielles de sécurité et de santé auxquelles les fabricants de machines ou de composants de sécurité doivent satisfaire. Ces exigences sont les mêmes pour tous les fabricants, et les États ne peuvent pas imposer d'exigences complémentaires pour la mise de ladite machine sur leur territoire (ce qui serait une entrave à la circulation des produits).
Une directive est remplacée par un règlement en 2023.
De ce fait, les directives relatives au produit définissent un niveau de sécurité au travers des exigences essentielles de sécurité et de santé en régulant la conception des machines. Un moyen permettant de satisfaire les exigences essentielles de sécurité repose sur la normalisation et principalement les normes harmonisées. Ces dernières sont publiées régulièrement sur le site de la Commission Européenne.
Les directives sociales, quant à elles, fixent un niveau de sécurité minimum que les États Membres peuvent augmenter.

## Objet
Aux termes de la directive machines 89/392/CEE, une machine est :
- un ensemble de pièces liées entre elles, dont au moins une est mobile ;
- un ensemble de machines disposées et commandées de manière solidaire dans leur fonctionnement ;
- un équipement interchangeable modifiant la fonction d’une machine ;
- un composant de sécurité.

## Historique

### Première directive
L'histoire de la directive machines commence en 1989, date de la première publication de la directive 89/392/CEE du 14/06/89 (JOCE L 183 du 29/06/89).
Elle a été amendée par plusieurs directives :
- la directive 91/368/CEE, qui a étendu le champ d’application de la directive machines aux équipements interchangeables, aux machines mobiles et aux machines de levage de charges (à l’exclusion des personnes) ;
- la directive 93/44/CEE, qui a étendu le champ d’application de la directive machines : aux composants de sécurité, aux machines destinées au levage, au déplacement des personnes
- et la directive 93/68/CEE.

Depuis janvier 1995, la réglementation communautaire pour les machines impose la mise en application de la directive machines 89/392/CEE. Ainsi, tout fabricant qui désire mettre sur le marché et en service des machines pour la première fois dans la Communauté européenne doit absolument respecter les exigences reprises dans la directive machines (89/392/CEE). La directive est reprise dans le droit belge dans la loi du 31 mai 1995.

### Deuxième directive
La directive 98/37/CE est la seconde publication de cette directive qui est la version codifiée de la directive 89/392/CEE modifiée par les directives citées précédemment.
Pour rappel général, les principales obligations du fabricant sont :
1. établir une analyse de risque lié à la machine
2. constituer un dossier technique de construction
3. concevoir et construire la machine en prenant en compte l’analyse du risque et le dossier technique de construction
4. élaborer une notice d’instructions
5. faire appel à un organisme notifié si la machine est reprise dans la liste de l'Annexe IV de la directive « machines »
6. établir une déclaration de conformité « CE »
7. apposer le marquage CE sur la machine

### Troisième directive machines ou nouvelle directive machines 2006/42/CE
La directive machine 98/37/CE est restée en vigueur jusqu’au 29 décembre 2009.
La troisième publication de la directive machines a eu lieu en 2006 — dite nouvelle directive 2006/42/CE —, et a été adoptée en avril et publiée le 09 juin 2006 au Journal officiel de l'UE. Le premier considérant de la directive 2006/42/CE rappelle que cette « nouvelle directive machine machine » n’est pas totalement nouvelle, mais se fonde sur la directive 98/37/CE qui a elle-même codifié (c’est-à-dire a regroupé la directive d’origine et ses modifications successives en un seul texte juridique) la directive « machines » 89/392/CEE modifiée par les directives 91/368/CEE, 93/44/CEE, 93/68/CEE et 98/79/CE.
Les exigences de cette nouvelle directive machines ont été transcrites dans le droit national de chaque pays de l’Union européenne (transcription qui devait s’effectuer avant le 29 juin 2008) afin que cette directive s’applique à compter du 29 décembre 2009 et remplace la directive Machines 98/37/CE.
Les exigences nouvelles de cette directive machine et la réglementation européenne associée concerne à la fois les fabricants de machines et de composants de sécurité, les distributeurs de machines que les utilisateurs. Cette nouvelle directive machines 2006/42/CE pose les bases des fondements réglementaires et de l'harmonisation des exigences essentielles de sécurité et de santé dans le domaine des machines au niveau communautaire.
En France, les textes de transposition de cette directive en droit national sont :
- le décret 2008-1156 du 7 novembre 2008 relatif aux équipements de travail et aux équipements de protection individuelle ; ces nouvelles obligations sont entrées en vigueur le 29 décembre 2009 ;
- la circulaire DGT/2010/01 du 4 février 2010 concernant la mise en œuvre du décret du 7 novembre 2008 et qui a pour objet de présenter les principaux apports du décret et les modifications qu’il a introduites dans le code du travail ;
- la note de service du 17 mars 2010 sur le contrôle des équipements de travail et la surveillance du marché.

Aucune période de transition n’a eu lieu en 2009.
Les constructeurs de machines avaient plus de trois ans pour anticiper cette évolution et prendre connaissance des nouvelles exigences.
Les modifications par rapport aux exigences essentielles de sécurité et de santé de la directive machines 2006/42/CE, ne remettent pas profondément en cause les exigences essentielles précédentes. de la directive 1998/37/CE

### Règlement
En 2023, la directive est finalement remplacée par un règlement directement applicable dans les États membres,.

## Aspects techniques et pratiques
Avant tout, il est intéressant de mentionner certains considérants qui ont influencé le contenu de la directive « machines ». Ainsi, les principales préoccupations des États membres de la Communauté européenne qui furent :
1. Assurer la sécurité et la santé des personnes.
2. Harmoniser les systèmes législatifs en vigueur.
3. Améliorer globalement la sécurité. Il n’est pas question de trouver le plus petit commun dénominateur de la sécurité.
4. Diminuer le coût social dû à la non sécurité.
5. Tenir compte du niveau technologique existant ainsi que les impératifs technologiques et économiques.
6. Donner au fabricant toute la responsabilité de la mise en application de la directive « machines ».

## Partie juridique de la directive
- Article 1 : il définit la machine pour laquelle il convient d’appliquer la directive. En bref, tout ce qui est capable d’un mouvement dans un but donné est du domaine de la directive sauf pour les machines énumérées dans le paragraphe 3 de l’article 1 et sauf pour les machines dont l’ensemble des risques visés par la présente directive seraient couverts par une directive spécifique.
- Article 2 : les États membres doivent prendre toutes les mesures pour interdire la mise sur le marché et en service des machines dangereuses. Il est toutefois autorisé une mise sur le marché temporaire d’une machine non CE aux fins de foires, d’exposition et/ou démonstrations sous certaines conditions.
- Article 3 : impose le respect des exigences essentielles de sécurité et de santé énoncées à l’annexe I.
- Article 4 : indique la portée de cette directive : permettre la circulation des machines « CE » dans la Communauté.
- Article 5 : précise les signes extérieurs qui permettent de juger de l’apparence de conformité à la directive à savoir le marquage « CE » et la déclaration « CE » de conformité.
- Article 6 : instaure deux comités pour gérer les difficultés liées à l’application de la directive
- Article 7 : définit la clause de la sauvegarde pour les États membres permettant de mettre en doute les affirmations du fabricant et de renverser l’apparence de conformité des machines munies du marquage « CE ».
- Article 8 : détermine les obligations du fabricant vis-à-vis de cette directive qui sont en général : constituer le dossier technique de construction, apposer le marquage « CE » sur la machine, livrer la déclaration « CE » de conformité pour la machine
- Article 9 : 	désignation des organismes notifiés
- Article 10 : le marquage « CE »
- Article 11 : garantie offerte aux fabricants contre l’arbitraire des États
- Article 12 : mise à disposition des décisions adéquates relatives à cette directive
- Article 13 : date à laquelle la directive prendra effet : 1er janvier 1995
- Article 14 : les États membres sont destinataires de la directive

Ce survol rapide des articles de la directive « machines » permet de se rendre compte que, dans la majorité des cas, le fabricant a toute la responsabilité d’appliquer les exigences de la directive à toutes ses machines. Aussi, dès à présent, le fabricant ne peut plus considérer que l’aspect technique et fonctionnel de la machine mais doit aussi inclure toutes les mesures nécessaires à l’obtention d’une machine CE au niveau de la sécurité et de la santé.
Le fabricant doit placer le marquage CE et rédiger une déclaration CE de conformité en suivant la procédure décrite à l’annexe de la directive « machines ». Tels sont les impératifs issus de la directive « machines » dans la majorité des cas. Seules les machines énumérées dans l'annexe IV entraînent une procédure plus lourde en faisant notamment appel à un organisme notifié.
L’Annexe IV
- Scies circulaires, scies à ruban (bois, viande…)
- Dégauchisseuses, raboteuses, machines combinées, tenonneuses, toupies, scies à chaîne (bois)
- Presses et presses plieuses (métaux) avec course supérieure à 6 mm, vitesse supérieure à 30 mm/s.
- Machines de moulage (plastique, caoutchouc) par injection ou compression
- Certaines machines pour travaux souterrains
- Bennes de ramassage d’ordures ménagères avec compression
- Ponts élévateurs pour véhicules
- Appareils de levage de personnes à plus de 3m.
- Machines pour fabrication d’articles pyrotechniques
- Composants de sécurité

La directive 2006/42/CE se différencie de la précédente directive sur cinq points :
1. l’analyse des risques doit figurer dans le dossier technique de la machine
2. la liste des machines dangereuses a été révisée,
3. la directive s'applique aux quasi-machines (robots, broches)
4. une nouvelle évaluation des niveaux de sécurité et notes de calculs
5. les procédures d’évaluation de la conformité (marquage CE) sont modifiés

Le point le plus important de cette nouvelle directive est le fait qu'elle répartit mieux les responsabilités de sécurité, puisque le « client final » doit maintenant lui aussi faire une étude de sécurité de la machine, étude qui incombait initialement uniquement au constructeur de la machine. { Ajouter une référence à la directive pour ce partage de responsabilité}